# Erika Stüven
Erika Stüven ist eine ehemalige deutsche Handballspielerin.

## Werdegang
Der Torhüterin gelang 1989 mit dem TuS Alstertal der Aufstieg in die Bundesliga. Im Anschluss an die Saison 1989/90, in der der Bundesliga-Klassenerhalt verfehlt wurde, beendete sie zunächst ihre Laufbahn, blieb dem TuS Alstertal aber als Kassenwartin der Handballabteilung treu. Später spielte sie wieder in der 2. Bundesliga für den Hamburger Verein.